# Metschstand
Der Metschstand ist eine Erhebung nahe dem Hahnenmoospass im Schweizer Kanton Bern. 
Er befindet sich in den Berner Alpen nahe dem Wildstrubelmassiv. Mit einer Höhe von 2097 m ü. M. hat er im Tourismus von Adelboden und Lenk eine grosse Bedeutung als Teil des Skigebiets Adelboden-Lenk. Auf dem Metschstand befindet sich ein Bergrestaurant. Der Metschstand bietet vielfältige Wandermöglichkeiten sowie Aussicht auf den Wildstrubel.

## Weblink
- Metschstand auf google.com